# Eupithecia millierata
Eupithecia millierata là một loài bướm đêm trong họ Geometridae.